# ضوابط ساخت‌وساز ساختمان
ضوابط ساخت‌وساز ساختمان (و غیر ساختمان) به مجموعه قوانینی گفته می‌شود که معمولاً دولت‌ها یا سازمان‌های وابسته برای طراحی معماری، طراحی سازه، طراحی تأسیسات ساختمان تعریف می‌کنند و طراحان و سازنده‌ها باید از آن تبعیت کنند.
هدف از تعریف این ضوابط دارا بودن حداقل‌های سلامتی و استاندارد ساختمان و رعایت نکات ایمنی در زمان ساخت و پس از ساخت ساختمان است.

## ایران
در ایران  دفتر مقررات ملی و کنترل ساختمان متولی تعریف و اصلاح این ضوابط است. همچنین شهرداری‌های هر شهر نیز نسبت به مناطق شهری و طرح های شهری مرتبط با آن‌ها مانند طرح جامع شهری ، طرح تفصیلی و... ، با همکاری سازمان نظام مهندسی ساختمان سایر ضوابط شهرسازی مرتبط را به آن می‌افزایند.

## فرانسه
در پاریس ضوابط شهری بر پایه قوانین وضع شده در زمان امپراتوری دوم فرانسه تعریف شده‌اند و ارتفاع ساختمان‌ها محدود به ۶ طبقه شده‌است.

## آلمان و اتریش
آلمان و اتریش از برنامه و ضوابط فرانسه پیروی می‌کنند.